# Málkov (okres Chomutov)
Málkov (německy Malkau) je obec, která se nachází v okrese Chomutov v Ústeckém kraji. Žije zde přibližně 1 000 obyvatel.

## Název
Název vesnice je odvozen ze jména Málek ve významu ves lidí Málkových. V historických pramenech se jméno vesnice vyskytuje ve tvarech: Malkow (1361), w Malkowie (1543), Malkow (1518), Malkow (1638) nebo Malkau (1787).

## Historie
První písemná zmínka o Málkovu pochází z roku 1361, kdy vesnice patřila k hasištejnskému panství. Roku 1533 se Málkov spolu se sousední Zásadou ocitl v zástavě u pánů z Fictumu a v roce 1608 jej Bohuslav Felix z Fictumu připojil k Prunéřovu. Na přelomu šestnáctého a sedmnáctého století vesnici krátkou dobu vlastnil Christof Workatsch. Po potlačení stavovského povstání v letech 1618–1620 Málkov patřil ke zkonfiskovanému majetku, který roku 1623 koupil Jaroslav Bořita z Martinic a z něhož vytvořil panství Ahníkov – Prunéřov. K němu potom Málkov patřil až do zrušení patrimoniální správy v roce 1850. Správu vesnice do té doby zajišťovali vrchnostenští rychtáři.
Během třicetileté války vesnici těžce postihly vojenské události. Velké škody způsobily nájezdy Švédů v letech 1644 a 1647. Někdy v té době zanikl mlýn Hölenmühle, zmiňovaný roku 1618, severně od vesnice. Podle berní ruly z roku 1654 ve vsi žili dva sedláci a osm chalupníků. Urbář z roku 1678 uvádí deset poddaných a existenci dvou vodních mlýnů. Jedním z nich byl obnovený Hölenmühle a druhým Dolní mlýn připomínaný poprvé roku 1642.
V blízkosti Málkova se po těžbě stříbra nebo pravděpodobněji železné rudy dochovaly dvě štoly a dvě šachty. Těžba v nich skončila v roce 1703. Průzkum v první polovině dvacátého století v hornině prokázal 30% obsah pyritu, ale jen malé množství stříbra a mědi.
Vesnice měla zemědělský charakter. Na konci osmnáctého století se v ní rozšířilo spřádání bavlny a lnu. Podle popisu panství roku 1794 v Málkově stálo 21 domů. Dva patřily bohatším sedlákům s potahy, osm sedlákům bez potahů a jedenáct domkářům.
V roce 1830 vesnici poškodila velká povodeň a o pět let později ji zasáhl požár, při kterém shořely tři domy a dvě stodoly. Koncem devatenáctého století docházely málkovské děti do školy v Zásadě, poštu a železniční stanici měli málkovští v Kralupech a farností patřili ke Krbicím.
Za první světové války do armády z Málkova narukovalo čtyřicet mužů, což představovalo téměř čtvrtinu obyvatel. Šest z nich na bojištích padlo. Po válce ve vsi zůstávalo převážně německé obyvatelstvo, které 5. října 1938 většinou přivítalo obsazení vsi německou armádou. Druhá světová válka se vsi výrazněji nedotkla, pouze v jednom z domů byl zřízen zajatecký tábor pro přibližně dvacet zajatců, kteří pracovali na pile. Po válce došlo k vysídlení Němců, ale část jich ve vsi zůstala a vystěhované nahradili noví osídlenci, takže pokles počtu obyvatel nebyl velký.
Na začátku sedmdesátých let dvacátého století měl Málkov zemědělský charakter, ale většina obyvatel pracovala v průmyslových podnicích v okolí. Přímo v Málkově působila provozovna státního statku, která spravovala majetek bývalého jednotného zemědělského družstva, které ve vsi existovalo v letech 1949–1960. Zaměřovala se na rostlinou a živočišnou výrobu (chov drůbeže). Kromě státního statku v Málkově fungoval podnik Lesotechnické meliorace Teplice a Lesní závod – polesí  Černovice.
V osmdesátých letech dvacátého století byl rozšířen vodovod a státní statek dokončil výstavbu pěti panelových domů. Po krátkém období útlumu se vesnice začala znovu rozvíjet v následujícím desetiletí. Opravena byla kaple svatého Josefa a vzniklo zde několik drobných podniků: Agro Málkov, Auto – terno, Zelený ranč nebo H+H Car – autobazar Málkov.

### Stadl
Podle hypotézy Jaroslava Pachnera se na úbočí vrchu Hradiště severovýchodně od Málkova ve středověku po krátkou dobu nacházela osada Stadl. Nedochovaly se o ní žádné písemné zprávy, pouze pomístní název Stadl. Pokud osada existovala, byla snad součástí k tzv. Křimovskému kolonizačnímu újezdu, který ve třináctém století patřil Chotěborovi z Račic. Stadl vznikl nad prvním stoupáním do hor na cestě, která spojovala centrum Chotěborova panství v Račicích s vesnicemi v okolí Křimova. Části cest do Strážek a Nebovaz dosud existují. Osada zanikla nejpozději ve čtrnáctém století, kdy Křimovsko patřilo především řádu německých rytířů z chomutovské komendy a cesta z Račic ztratila význam. Na místě předpokládané osady se v minulosti křížilo sedm cest a dochovala se řada terénních reliktů, které mohou souviset s těžbou kamene i se stopami po osadě. Bez archeologického výzkumu nelze existenci osady prokázat.

## Obyvatelstvo
Při sčítání lidu v roce 1921 zde žilo 261 obyvatel (z toho 129 mužů), z nichž bylo 257 německé národnosti a čtyři cizinci. Kromě tří členů evangelických církvi byli římskými katolíky. Podle sčítání lidu z roku 1930 měla vesnice 275 obyvatel: 274 Němců a jednoho cizince. S výjimkou dvou evangelíků se hlásili k římskokatolické církvi.
|           | 1869 | 1880 | 1890 | 1900 | 1910 | 1921 | 1930 | 1950 | 1961 | 1970 | 1980 | 1991 | 2001 | 2011 | 2021 |
| --------- | ---- | ---- | ---- | ---- | ---- | ---- | ---- | ---- | ---- | ---- | ---- | ---- | ---- | ---- | ---- |
| Obyvatelé | 143  | 130  | 129  | 163  | 215  | 261  | 275  | 202  | 183  | 153  | 142  | 159  | 135  | 139  | 219  |
| Domy      | 22   | 23   | 23   | 25   | 29   | 36   | 43   | 46   | 83   | 40   | 42   | 51   | 46   | 49   | 71   |

## Obecní správa a politika

### Místní části
Málkov se stal obcí v roce 1850. Při reformě územní správy v roce 1960 byly k obci připojeny části Zelená, Ahníkov a Zásada a roku 1989 také Vysoká a Lideň. Sídlem místního národního výboru a později obecního úřadu je od roku 1977 Zelená. Obec Málkov se člení na čtyři části obce, které leží na šesti katastrálních územích:
- Málkov (katastrální území Málkov u Chomutova a Ahníkov)
- Lideň (katastrální území Lideň)
- Vysoká (katastrální území Vysoká u Chomutova)
- Zelená (katastrální území Zelená, Ahníkov a Kralupy u Chomutova).

Ve správním území obce stávala také zaniklá vesnice Zásada.

### Výsledky komunálních voleb
Ve volbách do obecního zastupitelstva v červnu 1919 se volilo dvanáct zastupitelů, přičemž šest zvolených bylo členy Německého svazu zemědělců a zbývající patřili k Německé sociálně demokratické dělnické straně.
Při volbách do obecních zastupitelstev konaných 22. května 1938 v Málkově žilo 171 voličů. Volby však neproběhly, protože kandidátní listinu podala pouze Sudetoněmecká strana, která se tak automaticky stala vítězem voleb.

## Energetika
13. května 2025 otevřela skupina ČEZ v Málkově dispečink obnovitelných zdrojů energie, z kterého se řídí fotovoltaické a větrné elektrárny na různých lokalitách. V budoucnu se odtud budou ovládat i bateriová úložiště nebo výroba zeleného vodíku. V Málkově byl původně energetický dispečink a rozvodna Severočeských dolů.

## Doprava
Vesnicí vede silnice I/13 z Chomutova do Karlových Varů. V sedmdesátých letech dvacátého století byla postavena přeložka železniční trati Chomutov–Cheb. Provoz na ní byl zahájen 2. října 1978. Staré nádraží v Kralupech bylo zrušeno a na nové trati začala fungovat zastávka Málkov.

## Pamětihodnosti
Ve vesnici stojí klasicistní kaple svatého Josefa z konce osmnáctého století, opravena roku 1995. Má obdélný půdorys s konkávně prohnutými nárožími. Po jejích stranách rostly dvě lípy chráněné jako památné stromy, ale jednu z nich zničilo v roce 2000 tornádo.

## Galerie

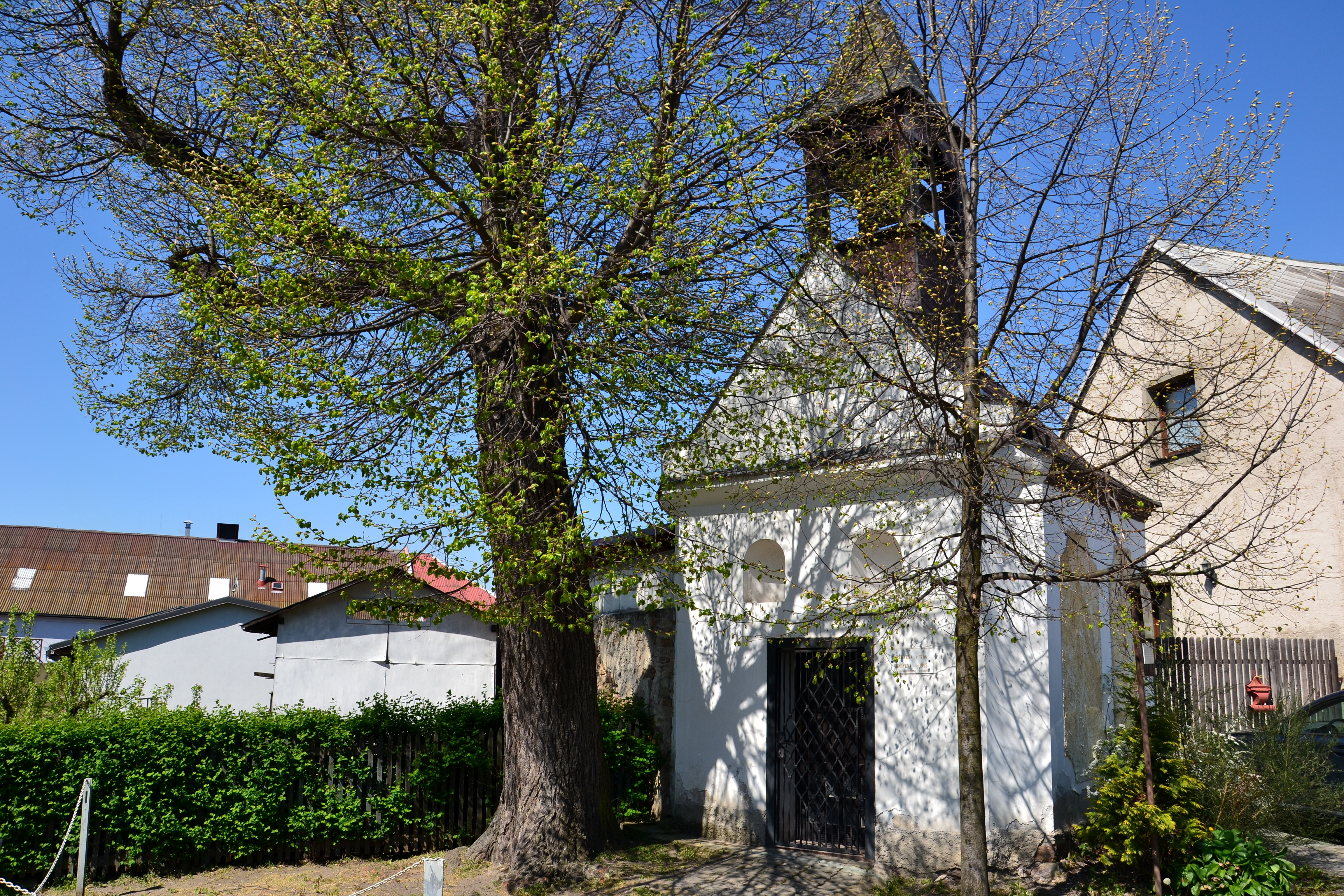
Kaplička
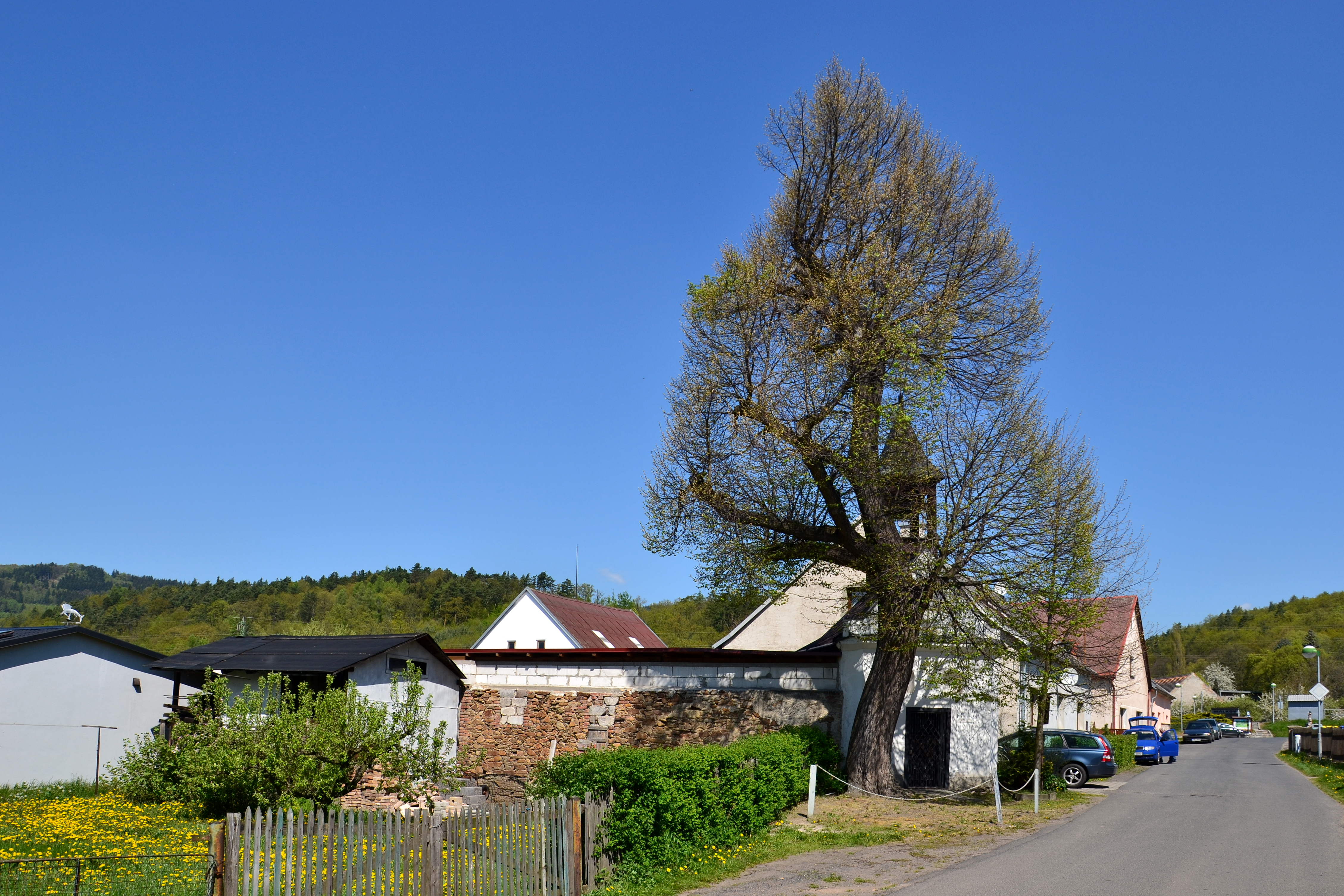
Málkovská lípa u kapličky
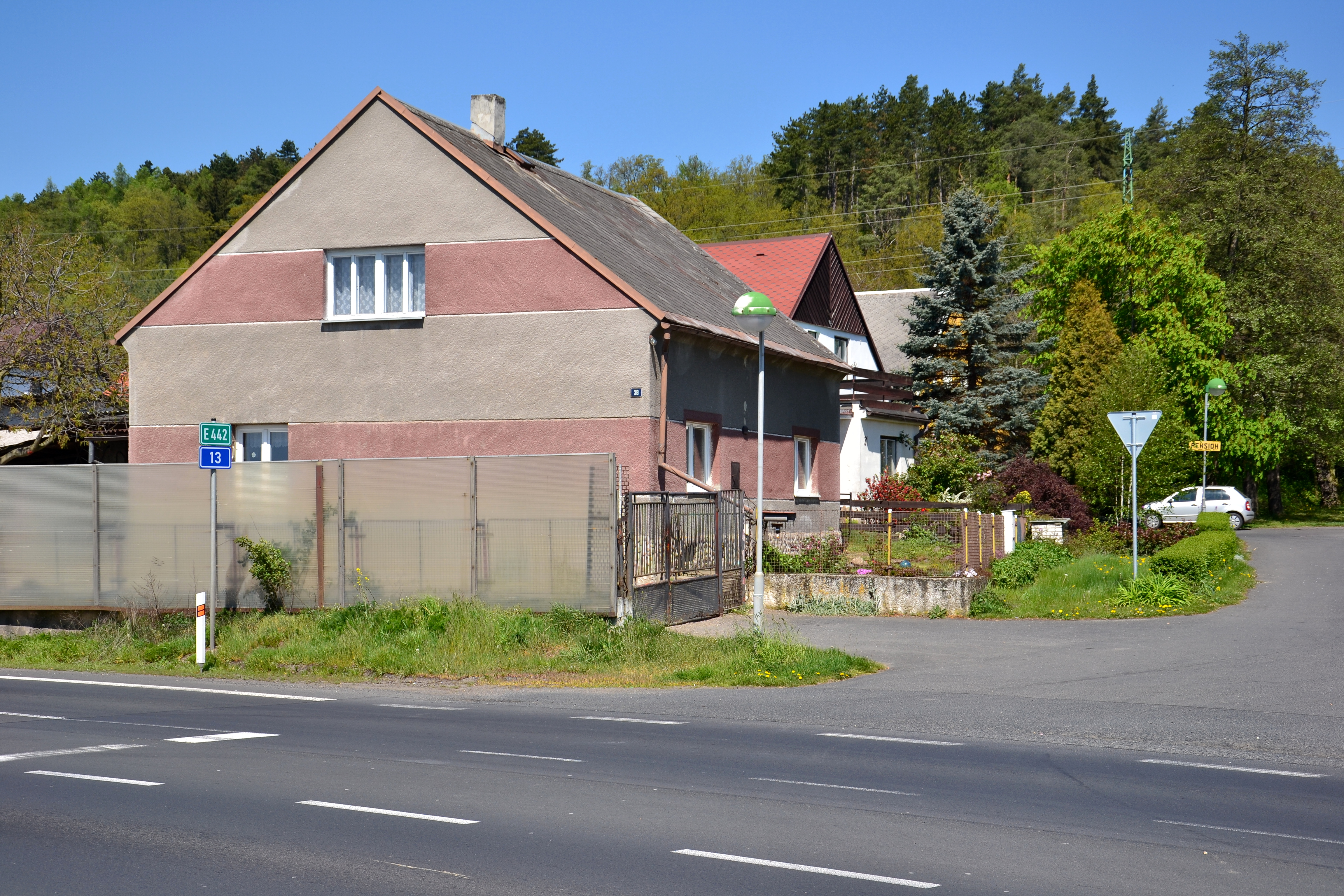
Křižovatka
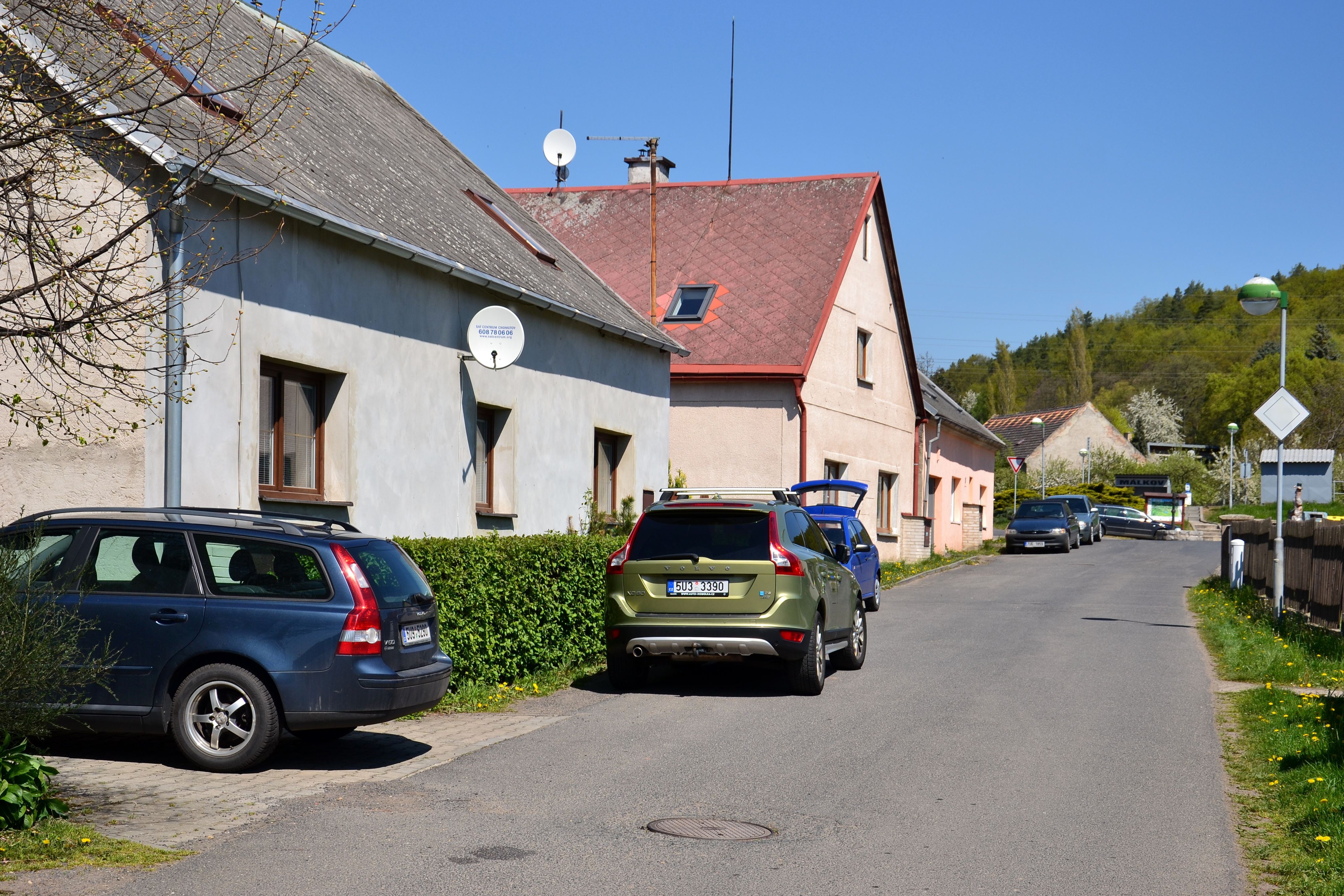
Ulice k návsi
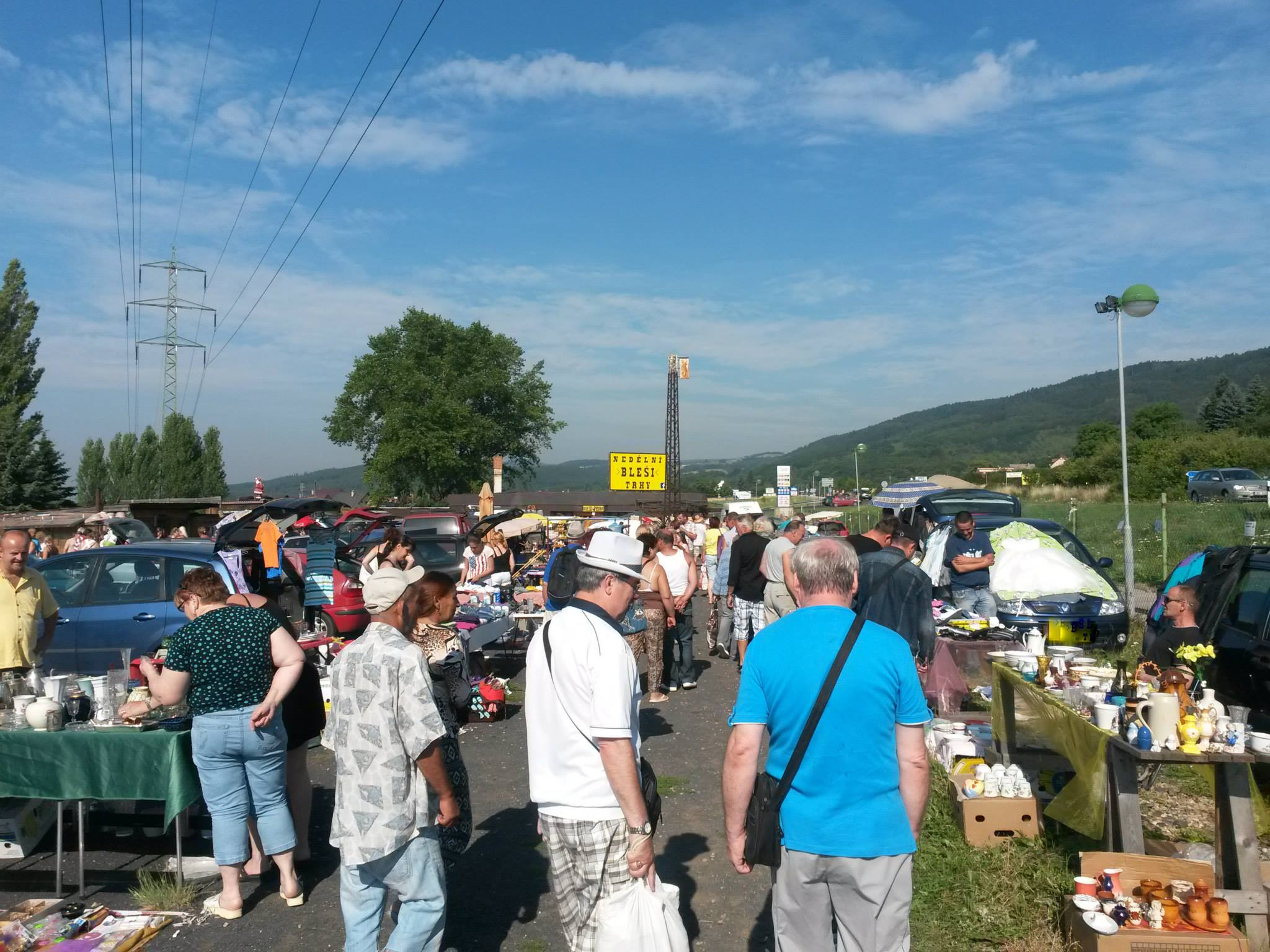
Bleší trhy